# Antonio Tello Argüello
Antonio Tello (Villa Dolores, Córdoba, 3 de agosto de 1945) es un poeta y narrador argentino.

## Vida
Dedicado al periodismo escrito y radiofónico en Río Cuarto, también incursionó en el teatro como profesor, autor e integrante de un grupo de agitación teatral, e intervino en las fundaciones de las revistas Cine-Síntesis y Puente.En 1973 inicia su carrera literaria con la publicación del libro de cuentos El día en que el pueblo reventó de angustia, que si bien no fue prohibido sí fue perseguido por los gobiernos peronista y militar, secuestrado de librerías y casas particulares, y quemado en el cuartel del Regimiento 14 de Holmberg.
Su activismo cultural, sindical y estudiantil, a pesar de no estar adscripto a ningún partido político, pronto lo enfrentó al poder político. Como presidente del Centro de Estudiantes del Instituto Superior de Ciencias encabezó la lucha por la incorporación de esta casa de estudios a la Universidad Nacional del Río Cuarto, cuya consecución permitió la creación de la Facultad de Ciencias Humanas. En ese mismo contexto, según relata Juan Muzzolón en el libro Crónica militante de una lucha colectiva (UniRío, 2014), Tello promovió la primera gran movilización y manifestación estudiantil y popular de Río Cuarto, como protesta contra el asesinato de un estudiante en Tucumán, que fue reprimida por el Ejército y la Policía con un extraordinario despliegue de tropas y armamento.
En 1975, tras ser amenazado de muerte por la Triple A (Alianza Anticomunista Argentina), se exilió  en París, de donde pasó a Barcelona. En esta ciudad, en la que volvió a ejercer el periodismo, ha desarrollado casi toda su obra narrativa, ensayística y poética, que ha sido considerada como una de las más relevantes de la literatura argentina del exilio.
Durante su exilio manifestó su compromiso con la libertad de conciencia y con la defensa de los derechos de autor. En el primer caso, en 1981 y 1982, como presidente del Comité de Empresa del Grupo Z, impulsó un Estatuto de Redacción. Su pretensión de incluir una cláusula que garantizara la libertad de conciencia de los periodistas, motivó que fuera despedido de la empresa y que el gobernador civil de Barcelona, Jorge Fernández Díaz le cursara orden de expulsión del país aprovechando su condición de residente extranjero. Debido a la presión de intelectuales y sindicatos de España y Europa, la orden fue dejada sin efecto. Meses más tarde se le concedió la nacionalidad española a él y a su familia.
En el segundo caso, como Secretario de la Comisión de Derechos de Autor de la ACEC (Asociación Colegial de Escritores de Cataluña), cargo que desempeñó hasta marzo de 2011 y durante ocho años, intervino en las negociaciones con el Gremio de Editores de Cataluña que concluyeron con los nuevos modelos de contratos de edición y traducción con notables mejoras para los profesionales, y, como importantes novedades, los modelos de obra de encargo, orientado a impedir los abusos editoriales a partir de una sesgada interpretación del artículo 8 de la Ley de Propiedad Intelectual, y de obra digital.
En 2013, después de treinta y ocho años de exilio, regresa a Argentina y fija una doble residencia en Barcelona y Río Cuarto. Aquí idea y conduce un programa radiofónico -La torre de la canción, poética de la ciudad-, que se emite a partir del 4 de noviembre de este mismo año por Radio Universidad de Río Cuarto, FM 97.7, que es declarado de Interés Cultural y Educativo por el Concejo Deliberante de la ciudad, y en marzo de 2015 distinguido por la Legislatura provincial de Córdoba. Un año antes, en marzo de 2014, había sido nombrado por el Gobierno de Córdoba Coordinador del Área de Literatura de la Casa de la Cultura provincial. Desde este cargo impulsa una política cultural de amplio alcance que incluye importantes ciclos literarios y la creación del Archivo Audiovisual de Poetas y Escritores de Córdoba.
En abril de 2021, adherido al Movimiento Bosques de la Poesía que promueven los poetas Leopoldo Teuco Castilla, Aldo Parfeniuk y Pedro Solans, funda junto al poeta Diego Formía y el apoyo de los gobiernos provincial y municipal un bosque que, en mayo de 2023, recibirá el nombre de Bosque de la Poesía Osvaldo Guevara". El 28 de febrero de 2025, en la comuna de Los Hornillos, en el valle cordobés de Traslasierra, el poeta y editor Ricardo Di Mario promueve la inauguración del Bosque de la poesía Antonio Tello.
```
Posteriormente, en febrero de 2023, se hará cargo del Área de Literatura de la Subsecretaría de Cultura municipal, desde la cual impulsará el ciclo "Uno de los nuestros", reivindicando la obra de los principales autores locales históricos y contemporáneos.
```

El 4 de diciembre de 2015, la Agencia Córdoba Cultura del Gobierno provincial le concede el Premio Reconocimiento al Mérito Artístico, en el capítulo de Letras, por el conjunto de su obra y por sus aportes a la cultura, en particular a la poesía, tanto nacional como provincial. Meses más tarde es designado Asesor ad honorem del Directorio de la Agencia Córdoba Cultura para Letras y Bibliotecas de la Provincia. En abril de 2017 asume la dirección de El Corredor Mediterráneo, suplemento cultural de la Subsecretaría de Cultura municipal y diario Puntal de Río Cuarto. 
En septiembre de 2018, Eduvim -editorial de la Universidad Nacional de Villa María, Córdoba) le hace un reconocimiento por su labor como periodista cultural, profesión que ejerce como director de El Corredor Mediterráneo, suplemento cultural del diario Puntal y otros tres diarios provinciales.
El 26 de noviembre de 2020, el Concejo Deliberante de Río Cuarto, teniendo en cuenta su trayectoria vital y literaria nacional e internacional lo honra como Persona destacada de la cultura.
En junio de 2024, tras el triunfo de la extrema derecha, que instala en el gobierno de la República a los herederos ideológicos de la Dictadura, el escritor abandona el país y se radica en España. Previamente, el 14 de junio, la Biblioteca Popular Mariano Moreno crea la biblioteca personal que lleva su nombre y que se nutre de su obra personal y de los libros leídos y anotados durante los últimos diez años, más cuadros, fotografías y documentos de su archivo particular. Asimismo, el 28 de febrero de 2025, la Comuna de Los Hornillos, en el valle cordobés de Traslasierra, inauguró a instancias del poeta Ricardo di Mario, el Bosque de la Poesía Antonio Tello, como reconocimiento a su compromiso en defensa de la Naturaleza.
Gran parte de su obra, especialmente en el capítulo de literatura infantil, ha sido traducida a más de veinte idiomas en el mundo, entre ellos griego, turco, coreano, chino, ruso, tailandés, indio, albanés, etc. además de los principales idiomas europeos.

## Obra
Narrativa
Su primer libro de cuentos, El día en que el pueblo reventó de angustia, lo reveló en 1973, a juicio de Guillermo Ara y Carlos Mastrángelo, como uno de los creadores más audaces e innovadores de la literatura argentina del interior. Treinta y ocho años más tarde, las editoriales Cartografías y UniRío, la editorial de la Universidad Nacional de Río Cuarto, realizan una nueva publicación del libro con los textos originales, dos estudios introductorios firmados por José Di Marco y Pablo Dema y un apéndice documental.
Sustentado en la tradición literaria castellana en particular y anglosajona en general, y, según la crítica especializada, en la estela de grandes maestros como Cervantes, Borges, Kafka, Camus y Faulkner, Tello ha desarrollado un estilo y un universo propios, cuyos rasgos más característicos dan a sus cuentos, novelas y poesía una original intensidad dramática. Sus novelas De cómo llegó la nieve, Los días de la eternidad y Más allá de los días, que constituyen la trilogía Balada del desterrado y los cuentos de El interior de la noche y El mal de Q. recrean y trascienden con aspiraciones de universalidad el tiempo y el espacio históricos.
Los efectos negativos del destierro sobre la identidad del artista y los esfuerzos de éste por superarlos a través de la creación han quedado reflejados en El hijo del arquitecto, considerada por la crítica como una novela esencial. De El hijo del arquitecto, novela publicada en 1993 se ha dicho que "es una profunda reflexión sobre la creación; sobre la iniciación a la vida de un hombre (muchos hombres, en muchas épocas; pero una sola sabiduría)que está buscando sus propias referencias. La figura del arquitecto es la del escritor frente a su creación, la del ser humano frente a la vida". 
A finales de 2009, la editorial española Candaya publicó con el título de El mal de Q.sus cuentos escritos entre 1968 y 2009, que la crítica considera en su conjunto "una pieza crucial de la literatura argentina del exilio". Sònia Hernández destaca que a través de los personajes de sus cuentos Tello indaga acerca del "poder del lenguaje, sus símbolos, sus trampas y su bagaje para desentrañar el sentido de la historia y de la existencia". Por su parte Carlos Zanon señala que los cuentos de El mal de Q. están escritos "desde la selva amazónica de las palabras" y que "el paso del tiempo es indiferente a sus narraciones [...] porque su mundo es el que es, cerrado, faulkneriano, de personajes enloquecidos, derrotados, traidores de la desesperación". 
En 2017, la publicación de la nouvelle Romance de Melisenda es considerada por la crítica española una pequeña obra maestra. el poeta español Ramón García Mateo la saluda como una celebración del lenguaje y el poeta argentino Osvaldo Guevara afirma que "es una obra sin parangón en la literatura española e hispanoamericana por su brillante estilo metafórico". En 2024, esta novela y El hijo del arquitecto son publicadas en un solo volumen por la editorial universitaria UniRío, en su colección Terra incógnita.
En diciembre de 2020, las editoriales universitarias Eduvim, de Villa María, y UniRío, de Río Cuarto publican en coedición El maestro asador, novela donde el fuego y el asado aparecen como los elementos esenciales de un ritual nutricio que enaltece el vínculo familiar y la amistad. 
Igualmente las editoriales Cartografías y Ediciones la yunta publican en conjunto, en 2022, el volumen de cuentos Voces del fuego, del que la crítica y ensayista Silvia N. Barei dice que, en este libro, el fuego opera como ritual contra la muerte con el fulgor luminoso de una llama que hace resurgir a los personajes -hombres, animales, bosques, ríos- de sus cenizas.
Poesía
Su poesía resulta la decantación de un lenguaje fruto de una experiencia vital que supera lo estrictamente biográfico. La musicalidad de su escritura, que la poeta uruguaya Cristina Peri Rossi pone de relieve en Sílabas de arena, propició que el maestro Jorge Sarraute compusiera la pieza homónima grabada en un CD que acompaña el libro. Para el poeta Jorge Rodríguez Hidalgo, en una nota publicada en las revistas digitales Espacio Luke y Barcelona Review Sílabas de arena es el libro de poesía en español más importante publicado en las primeras décadas del siglo XXI.
En diciembre de 2009, la editorial argentina Cartografías publicó Conjeturas acerca del tiempo, el amor y otras apariencias, su segundo libro de poesía, aunque escrito con anterioridad a Sílabas de arena, y en 2011 Nadadores de altura, libro que Excodra editorial publica su versión digital, en 2014, y al año siguiente en papel.
En 2012, la editorial española In-Verso publicó O las estaciones, poema que la crítica ha señalado como una «brillante reformulación del hortus conclusus clásico» o, como afirma Pedro Tellerías se trata de un libro innovador, arriesgado, fuera del tiempo, las modas y las corrientes, clásico y radical. Nuevamente el maestro Jorge Sarraute se basó en un poema de Tello para componer Preludio de O las estaciones.
Al año siguiente, la poeta Amelia Díaz Benlliure a través de Urania Ediciones, realiza una edición especial de Poesía visual, cincuenta cajas artesanales numeradas y firmadas por el autor, que reúnen treinta poemas visuales que reivindican el vínculo de la palabra con la imagen.
En 2013, tres jóvenes poetas españoles - Iván Humanes, Álex Chico y Juan Vico-, filman un documental sobre la vida y la obra del poeta que titulan A.T. Cuadernos de tiempo, en clara alusión al poema Lecciones de tiempo, que dos años más tarde publicará la editorial española Libros del Innombrable que dirige el poeta Raúl Herrero y que la crítica hispana considera la obra de un poeta filósofo por la hondura metafísica de sus versos. "Podría parecer paradójico afirmarlo, pero 'Lecciones de tiempo' es un poemario que no tiene tiempo: es angustia innombrable. Un asunto del yo disgregado, cósmico, extraviado, buscado entre los contrarios, en el mismo lenguaje", afirma el crítico y poeta venezolano Alberto Hernández, mientras que la crítica española sitúa al autor por el preciso uso del lenguaje y su "aproximación a la totalidad de la conciencia mortal", como heredero y continuador de Juan Ramón Jiménez, Jorge Guillén o José Ángel Valente. "Es un libro de humanidad", escribe la poeta Claudia Capel refiriéndose a Lecciones de tiempo.
En 2014, la editorial hispano-mexicana Vaso Roto le encarga la edición de una compilación de poesía argentina contemporánea que realiza junto al poeta argentino José Di Marco, que se publica con el título de La doble sombra y que pretende ofrecer una nueva y más amplia percepción de la realidad poética del país, incluyendo a poetas del interior y de la diáspora hasta entonces excluidos del corpus de la literatura nacional determinado por la hegemonía cultural de Buenos Aires. En junio del año siguiente el libro es galardonado en EE. UU. con el 'Latino Book Award' como mejor compilación poética en lengua española. 
La misma editorial le publica en 2019 'En la noche yerma', poema que la crítica sitúa en la tradición de los grandes poemas de T.S. Eliot. sobre todo 'La tierra baldía', y de los 'Cantos' de Ezra Pound.
En 2023, con la publicación de Asteroides, por Ediciones La yunta y Cartografías, describe la desolación interior del ser humano enfrentado al absurdo del diario vivir, y en Odiseo en el jardín de doña Pabla, libro editado por Ediciones del callejón, en 2025, las tribulaciones del desterrado al regresar a su patria.
Ensayos
Su ensayística es parte de una misma actitud indagadora de la realidad, tanto desde el punto de vista sociológico, como en Extraños en el paraíso, que trata de la experiencia de la inmigración y la extranjeridad, como histórico, según se desprende de su Breve historia de Argentina, claves de una impotencia, como lingüístico, según lo ejemplifican Gran Diccionario erótico, el más completo en habla castellana en este campo, y Diccionario político, en el que aborda los desplazamientos de los campos semánticos que distorsionan la realidad social. 
En 2013, la Editorial Excodra Literatura publica Historia particular de cien palabras, su primer libro digital que Amazon pone a la venta en todo el mundo. Buena parte de su obra ha sido traducida a los idiomas inglés, francés, portugués, griego, turco, chino y ruso, entre otros.
En 2023, a raíz de la amenaza que representan los movimientos de ultraderecha para la Democracia y los Derechos Humanos, que enarbolan la bandera de la libertad, escribe un breve ensayo -¿De qué libertad hablan?- que publican varias revistas y plataformas digitales e inicialmente UniRío Editora de la Universidad Nacional de Río Cuarto imprime tres mil ejemplares que se reparten gratuitamente.

### Cuentos
- El día en que el pueblo reventó de angustia, Macció Hnos,Río Cuarto, Argentina, 1973- UniRío/Cartografías, edición príncipe,Rio Cuarto, Argentina, 2014).
- El interior de la noche, Tusquets, Barcelona,1989
- El mal de Q., cuentos reunidos 1968-2009, Candaya,Canet de Mar, 2009
- Voces del fuego, Editorial Cartografías, Río Cuarto, y Ediciones la yunta, Buenos Aires, 2022.

### Novelas
- De cómo llegó la nieve, Tusquets, Barcelona, 1987; 2ª edic. UniRío, Río Cuarto, 2018.
- El hijo del arquitecto, Anaya & Mario Muchnik, Madrid, 1992 / 2ª edic. UniRío, Río Cuarto, 2024.
- Los días de la eternidad, Muchnik Editores, Barcelona, 1997; 2ª edic. UniRío, Río Cuarto, 2017.
- Más allá de los días, UniRío, Río Cuarto, 2016
- Romance de Melisenda, In-Verso Ediciones de Poesía, Barcelona, 2017 / 2ª edic. UniRío, Río Cuarto, 2024.
- El maestro asador, Eduvim/UniRío Editoriales, Villa María-Río Cuarto, 2020.

### Poesía
- Sílabas de arena, Candaya, Canet de Mar, España, 2004
- Naturaleza viva, Alla pasticceria del pesce, Milán, Italia, 2006
- Conjeturas acerca el tiempo, el amor y otras apariencias, Cartografías, Río Cuarto, Argentina, 2009
- Nadadores de altura, Cartografías, Río Cuarto, Argentina, 2011; 2017 / Excodra Editorial, Barcelona,España, 2014 (ed. digital) y 2015 (ed. papel)
- O las estaciones, In-Verso Ediciones, Barcelona, España, 2012 - Ediciones del Callejón, Los Hornillos, Argentina, 2022
- Poesía visual, Urania Ediciones, Castellón, España, 2013.
- Lecciones de tiempo, Libros del Innombrable, Zaragoza, España, 2015.
- En la noche yerma, Vaso Roto Ediciones, Madrid, España, 2019.
- Asteroides, Editorial Cartografías, Río Cuarto, y Ediciones La yunta, Buenos Aires, 2023.
- Odiseo en el jardín de doña Pabla, Ediciones del Callejón, Los Hornillos, 2025.

### Antologías - Autor
- 10 Narradores cubanos (autor), Bruguera, Barcelona,1977.
- La doble sombra. Poesía argentina contemporánea (coeditor con José Di Marco), Vaso Roto Ediciones, Madrid/México/Argentina, 2014

### Antologías - Incluido
- Erato bajo la piel del deseo, poesía erótica, Sial/Contrapunto, Madrid, 2010
- Transatlánticos.Cincuenta argentinos poetas de/en Barcelona, Consulado Gral. de la Rep.Argentina,2011
- Un árbol de otro mundo. En homenaje a Antonio Gamoneda, Vaso Roto Ediciones, Madrid/México, 2011
- Trapalanda II, Narrativa del sur cordobés, DLG Ediciones del Imfc, Buenos Aires, 2015.
- Antología Federal. Región Centro, Consejo Federal de Inversiones, Buenos Aires, 2018.
- Nubes. Poesía Hispanoamericana, Dcir Ediciones, Venezuela, y Ediciones Pre-textos, España, 2019.
- ¡Oh! Dejad que la palabra rompa el vaso, Vaso Roto Ediciones, Madrid/México, 2020.
- Un año, doce meses, Tierra de nadie, Jerez de la Frontera, 2021.
- Hoy es siempre todavía, La náusea, Barcelona, 2021.
- Uno de los nuestros", Silva Editorial, Tarragona, 2021.
- Poesía Argentina Contemporánea" , Fundación Argentina para la Poesía / Vinciguerra hechos culturales, T-I 27ª parte, Buenos Aires, 2021.
- Alga, Revista de Literatura, nº 88-89, Castelldefels, 2023.
- Radical 3, Promarex Edicions, Barcelona, 2023.

### Ensayos
- El Quijote a través del espejo, Mondadori, 1989, Ronsel, Barcelona, 2005
- Gran diccionario de voces eróticas de España e Hispanoamérica, Temas de Hoy, Madrid, 1992
- Extraños en el paraíso, Flor del Viento, Barcelona, 1997
- Breve historia de Argentina, claves de una impotencia, Sílex,Madrid, 2007
- Atlas básico de política, Parramón, Barcelona, 2007
- Diccionario político. Voces y locuciones, El Viejo Topo, Barcelona, 2012
- Historia particular de cien palabras, Excodra Editorial, Barcelona, 2013 [edic. digital], y 2015 [ed. papel]
- Diez por Diez, Cartografías / Casa de la Cultura, Río Cuarto (Argentina) 2015. Editor
- ¿De qué libertad hablan?, UniRío Editora, Río Cuarto, 2023. Libro digital, 2023 / Audiolibro, 2024.

### Biografías
- Elvis, la rebelión domesticada, Bruguera, Barcelona, 1977. Escrita con Gonzalo Otero Pizarro.
- Valentino, la seducción manipulada, Bruguera, Barcelona,1978. Escrita con Gonzalo Otero Pizarro
- Todo Picasso, El Mundo/Museo de Arte Contemporáneo Reina Sofía, Madrid, 2001. Escrita con Jean-Pierre Palacio
- Leonardo, Sol 90,Barcelona, 2006
- Miguel Ángel,Sol 90,Barcelona, 2006
- Caravaggio, Sol 90, Barcelona, 2006
- Degas, Sol 90, Barcelona, 2007

### Literatura infantil
- Skaters a toda pastilla, Plaza & Janés,Barcelona, 1990
- Ángeles y dragones, Plaza & Janés, Barcelona,1991
- Payasos y tiburones, Plaza & Janés, Barcelona,1991
- A ritmo de rock'n «ronc», Plaza & Janés,Barcelona, 1991
- Me llamo Leonardo, Parramón,Barcelona, 2004
- Me llamo Miguel de Cervantes, Parramón,Barcelona, 2005
- El gran libro de los magos, Parramón, Barcelona, 2007
- El gran libro del misterio, Parramón,Barcelona, 2008
- El gran libro de las brujas, Parramón,Barcelona, 2009
- Yo, Einstein,Parramón,Barcelona, 2009

### Teatro
- Noche terrible'*, con Ángel Franco, 1975.
- Ángel que estás en los cielos*, 1986.

### Canciones
- A orillas del río* (zamba) con Jorge Sarraute.
- Del amor ausente* (vidalita), con Jorge Sarraute.
- Del angelito* (vidalita), con Jorge Sarraute
- Preludio de O las estaciones*, con Jorge Sarraute.

### Documentales de autores cordobeses
- Osvaldo Guevara
- Susana Cabuchi
- María Teresa Andruetto
- Alejandro Nicotra
- Norberto Schiavoni
- Glauce Baldovín
- Carlos Mastrángelo
- Juan Floriani
- César Vargas
- Hugo Francisco Rivella
- Silvia Barei
- Susana Giraudo
- Julio Castellanos
- Leandro Calle
- Antonio Oviedo
- Miguel Ángel Toledo
- Marcelo Fagiano
- María Calviño
- Hernán Jaeggi
- Claudio Asaad
- Daila Prado
- Héctor Fourcade
- Alejandro Mansilla
- Claudio Suárez
- Fernando López
- Leonor Mauvecín
- Miguel Ángel Solivellas
- José Di Marco
- Abelardo Barra Ruatta
- Pablo Dema